# بلفتان
بلفتان، روستایی در دهستان فنوج بخش مرکزی شهرستان فنوج در استان سیستان و بلوچستان ایران است.
روستای بلفتان از بخش مرکزی شهرستان فنوج در ۵کیلومتری این شهرستان واقع شده هست مردم این روستا مسلمان و سنی مذهب می‌باشند و کدخدا این روستا سردار حاتم (نیاز) سردارزهی فرزند سردار محمد سردارزهی نام دارد و هم چنین سردار حاتم (نیاز) سردارزهی رئیس شورای این روستا می‌باشد

## جمعیت
بر پایه سرشماری عمومی نفوس و مسکن در سال ۱۳۹۵، جمعیت این روستا برابر با ۱۵۲ نفر (۳۲ خانوار) بوده‌است.